# Antanas Tumėnas
Antanas Tumėnas (ur. 13 maja 1880 w Kurkliečiai koło Rakiszek, zm. 8 lutego 1946 w Bachmanning w Austrii) – litewski prawnik i polityk, premier Litwy kowieńskiej (1924–25).
Po ukończeniu studiów prawniczych w Petersburgu w 1909 roku wykonywał zawód adwokata. Związał się politycznie z litewską chrześcijańską demokracją. Angażował się w obronę praw ludności litewskiej na Kowieńszczyźnie – domagał się m.in. wprowadzenia języka litewskiego do nabożeństw w kościołach katolickich.
Sprawował mandat posła na Sejm Ustawodawczy Litwy oraz parlamenty I, II i III kadencji (1920–1926).